# Alosa saposchnikowii
Alosa saposchnikowii és una espècie de peix de la família dels clupeids i de l'ordre dels clupeïformes.

## Morfologia
- Els mascles poden assolir 35 cm de llargària total.[4]
- Pot arribar a fer 469 g de pes total.[5][6]

## Reproducció
Fresa en el nord de la mar Càspia des de finals d'abril (màxima intensitat a mitjan maig) a 1-6 m de fondària. Els alevins es desplacen al sud.

## Alimentació
Menja crustacis i peixets.

## Distribució geogràfica
Es troba a la mar Càspia.

## Longevitat
Viu fins als 9 anys.